# 皮耶韦福夏纳
皮耶韦福夏纳（義大利語：Pieve Fosciana），是意大利卢卡省的一个市镇。总面积28.77平方公里，人口2436人，人口密度84.7人/平方公里（2009年）。ISTAT代码为046025。